# 惡魔城：夜曲
《惡魔城：夜曲》是一部美國的黑暗奇幻成人動畫劇集，由克萊夫·布拉德利創作兼編劇，並由Netflix的製片人凱文·寇德領導。本劇是改編同名電子遊戲的動畫劇集《惡魔城》之衍生作，改編自1993年電子遊戲《惡魔城X 血之輪迴》和其續作《月下夜想曲》。
第一季於2023年9月28日上線，共八集，獲得評論家的普遍好評。同年10月6日，Netflix宣布續訂第二季，於2025年1月16日上線。

## 劇情
里希特·貝爾蒙特是吸血鬼猎人家族貝爾蒙特的後裔，他必須和一群不可思議的獵人和魔法師合力阻止將在法国大革命發生的世界末日。

## 角色
- 里希特·貝爾蒙特（Richter Belmont，愛德華·布盧繆配音）

吸血鬼獵人家族貝爾蒙特的後裔。
- 瑪莉亞‧雷納德（Maria Renard，皮格茜·黛薇絲配音）

法國大革命的年輕革命份子。
- 安娜特（Annette，蘇索·姆貝度配音）

來自加勒比地区的年輕女巫，曾為奴隸。
- 泰拉（娜妲莎·金斯基配音）

良言族的魔法師，瑪麗亞的母親，之後成為吸血鬼的眷屬。
- 愛德華（Edouard，席尼·詹姆斯·哈考特配音）

一名歌劇歌手，亦是安娜特的獵魔搭檔。
- 伊曼紐爾（Emmanuel，理查·多默配音）

修道院院長兼黑暗生物的鍛造師，也是瑪麗亞的生父。
- 米茲拉克（Mizrak，亞倫·尼爾配音）

一名於修道院院長麾下的騎士，奧洛克斯的情人。
- 奧洛克斯（Olrox，扎恩·麥克拉農配音）

來自阿茲特克的吸血鬼，曾殺害里希特的母親，後幫助他對抗巴托里。
- 巴托里·伊莉莎白／塞赫麦特（Erzsebet Báthory / Sekhmet，法蘭卡·波坦特配音）

以「吸血鬼彌賽亞」自居的吸血鬼女王，在召喚日蝕後化為女神塞赫麥特的型態。
- 德蘿塔·楚特斯（Drolta Tzuentes，艾拉莉卡·強森配音）

伊莉莎白的手下。
- 艾德烈·「阿魯卡多」·特佩斯（Adrian "Alucard" Țepeș，詹姆士·卡里配音）

德古拉的半吸血鬼兒子。
- 茱莉亞·貝爾蒙特（Julia Belmont，蘇菲·斯克爾頓配音）

里希特之母。
- 祖斯特·貝爾蒙特（Juste Belmont，伊恩·格雷配音）

里希特的外公。

## 集數
| 集數 | 標題               | 導演                     | 編劇            | 上線日期      |
| ---- | ------------------ | ------------------------ | --------------- | ------------- |
| 1    | 共同的邪惡敵人     | 山姆·迪亞茲、亞當·迪亞茲 | 克萊夫·布拉德利 | 2023年9月28日 |
| 2    | 揮之不去的恐懼     | 山姆·迪亞茲、莎倫·史東   | 克萊夫·布拉德利 | 2023年9月28日 |
| 3    | 自由的滋味更加甜美 | 山姆·迪亞茲、譚·盧       | 佐德瓦·尼歐尼   | 2023年9月28日 |
| 4    | 人間煉獄崛起       | 山姆·迪亞茲、亞當·迪亞茲 | 克萊夫·布拉德利 | 2023年9月28日 |
| 5    | 自然法則           | 山姆·迪亞茲、亞當·迪亞茲 | 提美·歐         | 2023年9月28日 |
| 6    | 有罪之人將接受審判 | 山姆·迪亞茲、亞當·迪亞茲 | 克萊夫·布拉德利 | 2023年9月28日 |
| 7    | 濺血是唯一之道     | 山姆·迪亞茲、亞當·迪亞茲 | 遺囑（）        | 2023年9月28日 |
| 8    | 噬光者             | 山姆·迪亞茲、亞當·迪亞茲 | 克萊夫·布拉德利 | 2023年9月28日 |

## 製作
根據Deadline於2021年4月16日的報導，Netflix在前作完結後，計劃再次製作一部《惡魔城》的衍生影集，並聚焦於新角色上。本劇的背景設定在法国大革命期間，以里希特·貝爾蒙特（拉爾夫·貝爾蒙特和賽法·貝爾南堤斯的後裔）和瑪莉亞·雷納德為中心。凱文·寇德與克萊夫·布拉德利將在寇德旗下的的Project 51 Productions擔任節目統籌和執行製片人。強力動畫工作室將回歸作為由山姆和亞當· 迪亞茲執導的主要動畫工作室。
2022年6月10日，Netflix在Geeked Week虛擬活動期間宣佈本劇的劇名為《惡魔城：夜曲》，其中配音陣容也在2023年7月27日公佈。

## 發行
《惡魔城：夜曲》第一季於2023年9月28日在Netflix上線，前三集亦於上線前一日在Netflix即將推出的虛擬櫥窗「Drop 1」播映。

## 迴響
《惡魔城：夜曲》第一季在评论聚合网站爛番茄根據24條評論獲得96%的新鮮度，平均分數為7.9/10分。網站評論的共識為：「《夜曲》在字面和隱喻上都帶來能抵禦惡魔的偉大資質，是《惡魔城》世界中希望的歸來。」在Metacritic上，共7位評論家為第一季的加權平均分數給出77分（滿分為100），表示「正面評論為主」。本劇亦在2023年遊戲大獎被「最佳改編獎」提名。

## 外部連結
- 官方网站
- 互联网电影数据库（IMDb）上《惡魔城：夜曲》的资料（英文）